# Sergei Natanowitsch Bernstein

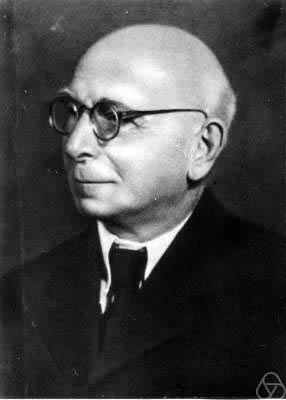
Sergei Bernstein

Sergei Natanowitsch Bernstein (russisch Сергей Натанович Бернштейн, wiss. Transliteration Sergej Natanovič Bernštejn; * 22. Februarjul. / 5. März 1880greg. in Odessa; † 26. Oktober 1968 in Moskau) war ein russischer Mathematiker.

## Leben
Er war der Bruder des Psychiaters Alexander Nikolajewitsch Bernstein (1870–1922) und Onkel des Physiologen Nikolai Alexandrowitsch Bernstein und des Bauingenieurs Sergei Alexandrowitsch Bernstein.
Bernstein studierte in Paris (Sorbonne, Hochschule für Elektrotechnik École supérieure d’électricité) und Göttingen (1902/03) und wurde 1904 an der Sorbonne und erneut 1913 (Kandidatenstatus) in Russland an der Universität Charkiw promoviert, da dort ausländische Doktorgrade nicht zugelassen waren. Zwischen 1907 und 1932 war er Professor an der Universität Charkiw. 1925 wurde er Mitglied der Allukrainische Akademie der Wissenschaften.
1933 wurde er Professor an der Universität und am Polytechnischen Institut in Leningrad und ab 1943 in Moskau, wo er 1968 starb.

## Werk
In seiner ersten Doktorarbeit löste Bernstein Hilberts 19. Problem über die Lösung elliptischer partieller Differentialgleichungen. In seiner zweiten Doktorarbeit widmete er sich Hilberts 20. Problem: Er bewies die Existenz analytischer Lösungen des Dirichletproblems für eine große Klasse nichtlinearer elliptischer partieller Differentialgleichungen.
Bernstein ist vor allem für seine Arbeiten zur Approximationstheorie bekannt, ein Gebiet, auf dem in Russland schon Tschebyschow arbeitete. Zum konstruktiven Beweis des Satzes von Weierstraß führte er 1911 die nach ihm benannten Bernsteinpolynome ein. Auf dem Internationalen Mathematikerkongress in Cambridge 1912 formulierte er außerdem eine Vermutung, die den Satz von Weierstraß verschärfte und die von Chaim Müntz und Otto Szász bewiesen wurde. Bernstein beschäftigte sich auch mit Wahrscheinlichkeitstheorie. Schon 1917 versuchte er eine Axiomatisierung der Wahrscheinlichkeitstheorie (die schließlich Andrei Kolmogorow allgemein überzeugend entwickelte). Er stellte Untersuchungen zum zentralen Grenzwertsatz, dem Gesetz der großen Zahlen, stochastischen Prozessen und zur Anwendung z. B. in der Genetik an.
Er ist für den Satz von Bernstein bekannt, einem Analogon des Satzes von Liouville aus der Funktionentheorie für Minimalflächen. Bernstein zeigte in den 1910er Jahren, dass im drei-dimensionalen euklidischen Raum eine vollständige Minimalfläche nur dann Graph einer Funktion {\displaystyle f\colon \mathbb {R} ^{2}\to \mathbb {R} } ist, wenn es sich um eine affine Funktion {\displaystyle f(x,y)=ax+by+c} handelt. Das Problem, ob der Satz auch für höhere Dimensionen gilt, wurde als Bernstein-Problem der Differentialgeometrie bekannt (Wendell Fleming in den 1960er Jahren, der auch einen neuen Beweis lieferte). De Giorgi bewies 1965, dass der Satz auch für d = 3 (minimale Graphen {\displaystyle f\colon \mathbb {R} ^{d}\to \mathbb {R} }) gilt und Frederick Almgren bewies ihn 1966 für d = 4. James Simons erweiterte den Satz 1968 auf alle Dimensionen {\displaystyle d\leq 7}. 1969 zeigten dann De Giorgi, Bombieri und Enrico Giusti, dass diese Aussage für alle Raumdimensionen {\displaystyle d\geq 8} falsch ist.
1932 hielt er einen Plenarvortrag auf dem Internationalen Mathematikerkongress in Zürich (Sur les liaisons entre quantités aléatoires).
In Moskau gab Bernstein die Gesammelten Werke von Tschebyschow heraus.
Die Bernstein-Funktionen sind nach ihm benannt.

## Auszeichnungen und Ehrungen
Bernstein erhielt folgende Auszeichnungen und Mitgliedschaften:
- seit 1924 Korrespondierendes Mitglied und seit 1929 Akademiemitglied der Russischen Akademie der Wissenschaften[8]
- Mitglied des Deutschen Mathematikerverbandes (1926)
- seit 1928 Korrespondierendes Mitglied und seit 1955 Akademiemitglied der Académie des sciences
- Mitglied der französischen mathematischen Gesellschaft (1944)
- Ehrendoktor der Universität von Paris (Sorbonne, 1945)
- Stalinpreis (1942)
- Orden des Roten Banners der Arbeit (1944)
- Leninorden (1945, 1953)